# Guido Straube
Guido Straube (Curitiba, 30 de junho de 1890 – Curitiba, 21 de janeiro de 1937) foi um professor, dentista e naturalista brasileiro, autor de várias obras e estudos.

## Biografia
Filho do comerciante Franz Gustav Straube filius (1853-1909) e Mathilde Helene Henriette Neitzke (Straube) (1866-1941), era neto de Franz Gustav Straube, naturalista alemão emigrado em 1851 para Joinville. Estudou na Escola Santa Júlia e, posteriormente, na Deutsche Schule zu Curitiba e nessa ocasião desenvolveu o gosto pelas ciências naturais, vindo a entusiasmar-se com os fenômenos da natureza e receber todos os incentivos para, no futuro, especializar-se neste assunto.
Entre 1912 e 1914, assume o cargo de contabilista (guarda-livros) e tradutor de inglês da Southern Brazil Lumber & Colonization Company, organização colonizadora e madeireira do empresário novaiorquino Percival Farquhar, sediada em Três Barras (Santa Catarina; na época pertencente ao Paraná). Dedica suas horas de lazer fotografando a natureza às margens do Rio Iguaçu, ali ainda selvagem. 
Em 1915 presta os exames para o curso de Odontologia da Faculdade de Medicina da Universidade do Paraná (atual UFPR) e, já no seguinte, assume o cargo de Assistente da cadeira de Prótese Dentária da instituição, dando início à sua carreira como professor e educador. Em 2 de fevereiro de 1917 forma-se em Odontologia, na terceira turma deste curso, até então quase que recém-criado naquela Universidade. Três anos depois (1918) é nomeado Assistente da cadeira de Clínica Dentária do curso de Odontologia da UFPR e, em seguida, torna-se professor substituto da mesma faculdade. Em 1919 passa a reger a cadeira de Elementos de Anatomia Descritiva e Topográfica da Cabeça e substitui o titular da disciplina de Patologia Dentária. Posteriormente também atua, como professor, das cadeiras de Técnica Odontológica, Fisiologia da Boca e Clínica Dentária (1923).
Em 1919 passa a professor substituto de História Natural, Higiene e Agronomia do Ginásio Paranaense e da Escola Normal de Curitiba (atualmente Instituto de Educação do Paraná). No mesmo ano participa, como Delegado do Paraná, do 1° Congresso Brasileiro de Prótese Dentária (Rio de Janeiro), organizado pela Associação Central de Cirurgiões Dentistas. Também é admitido como membro-titular da Sociedade de Medicina do Paraná e, junto com Virgolino Brasil, funda a Sociedade Odontológica do Paraná, assumindo o cargo de 1° secretário da entidade. Dessa última entidade, torna-se presidente em 1921.
Em 24 de maio de 1919 casa-se com sua colega de profissão, a cirurgiã-dentista Myriam de França Costa (Straube), filha do professor Brasílio Ovídio da Costa e Lavínia Nóbrega de França.
É eleito, em 1920, professor catedrático da Faculdade de Medicina da Universidade do Paraná (atual UFPR) para a cadeira de Técnica Odontológica e em 1921 adentra o corpo editorial do Boletim Odontológico, órgão da Associação Central Brasileira de Cirurgiões Dentistas, no Rio de Janeiro, acabando-se por tornar-se seu editor nos anos seguintes.
Em 1921 assume provisoriamente a cátedra de História Natural do Ginásio Paranaense e torna-se titular da cadeira em 1926, com a renúncia de Francisco Martins Franco e  atendendo a proposta do diretor do estabelecimento, Lysimaco Ferreira da Costa. Naquela instituição também lecionou as disciplinas de Inglês, Alemão e Desenho e, em 1928, tornou-se seu vice-diretor. Com a exoneração do diretor, Padre Chagas Torres, em 1932, passa a ocupar o cargo de diretor geral do Ginásio Paranaense, merecendo moções e homenagens da classe odontológica local.
Com sua nomeação, dedica todos os seus momentos que não eram ocupados pela docência na UFPR, àquele estabelecimento de ensino. A sua total dedicação e devoção ao magistério, e à História Natural, acumulada com uma malária adquirida na Ilha do Mel durante a coleta de espécimes de zoologia, botânica e mineralogia, começam a minar a sua saúde. Obriga-se, então, a obter frequentes licenças para tratamento de saúde, sendo substituído pelo colega e amigo Algacyr Munhoz Maeder. Começava a ficar difícil atender às três turmas de História Natural, mais uma de inglês, cumulativamente com a direção do Ginásio Paranaense e as atividades no curso de Odontologia e no Dispensário Dentário.
Em 1929 é designado delegado do Paraná do 3° Congresso Latino-Americano de Odontologia, organizado pela Federação Odontológica Latino-Americana no Rio de Janeiro. Durante o evento apresenta o trabalho Da semiologia da boca, sendo agraciado com distinção pela comissão organizadora. No mesmo ano assume a comissão editorial da recém-criada revista Anais da Faculdade de Medicina. Também  é nomeado Diretor de Clínica do Dispensário Dentário da UFPR, iniciativa que tinha por objetivo atender pessoas carentes.
De interesses múltiplos, dedicava-se ao estudo de línguas como o alemão, inglês, francês e latim. Foi editor, revisor e colaborador de periódicos de sociedades científicas ligadas à saúde e autor de inúmeros estudos, dentre artigos técnico-científicos, livros e teses de concursos. Deixou inédita a obra Da História Natural com 162 páginas e ilustrada por centenas de maravilhosos desenhos a bico de pena e nanquim mostrando estruturas celulares, tecidos orgânicos, órgãos, etc. 
Tinha, de fato, uma forte inclinação artística, compondo belíssimas ilustrações oriundas de suas observações da natureza, em especial paisagens e detalhes de plantas por ele colecionadas mas também de anatomia humana. Preocupado com a grande carência de obras didáticas para o ensino médio, publica, em 1929, o livro Anatomia e fisiologia humanas: sinopse de história natural, conforme o Programa do Colégio D.Pedro II, com 106 páginas. Essa obra, largamente utilizada por ginasianos e acadêmicos de Medicina e Odontologia, ganhou uma segunda edição, ampliada para 139 páginas.
Apreciava música erudita, que estudava e praticava com seu violino e, além disso, era filatelista e numismata, tendo seus acervos expostos pela Sociedade Paranaense de Arqueologia em 1931 e merecendo medalha comemorativa. 
Às 9 horas de manhã do dia 21 de janeiro de 1937 falece o grande sábio, vitimado por uma tuberculose que aproveitara-se do corpo debilitado. Durante o seu velório, realizado em sua casa no casarão centenário até hoje existente, consta que – nas primeiras hora do dia 22 – um beija-flor adentrou o recinto, dando um voo rasante sobre os presentes e retirando-se em seguida pela janela entreaberta. Era uma manifestação de luto, expressada pela natureza que ele tanto amou e tanto tempo dedicou ao seu estudo e compreensão.
Seu retrato encontra-se na galeria de ex-professores do Colégio Estadual do Paraná, sendo ali instalado em cerimônia realizada em 20 de fevereiro de 1937, pelo então diretor Francisco Villanueva. Em Curitiba seu nome é lembrado na Rua Guido Straube (bairro Água Verde) e, ainda, no Colégio Estadual Professor Guido Straube (bairro Mercês). Como homenagem ao seu legado como educador e cientista, o Colégio Estadual do Paraná em 1979 criou, em suas dependências, o Museu Guido Straube
, contendo peças alusivas à trajetória do grande cientista paranaense. O diretório dos estudantes de Odontologia da Universidade Federal do Paraná também lembra o professor, com seu Centro Acadêmico de Odontologia Guido Straube (CAOGS), fundado em 1939.

## Naturalista
Descendente de alemães, Guido herdou de seu avô Franz Gustav Straube, o amor pela natureza e a dedicação científica aos integrantes da flora e fauna paranaenses. No fim da década de 20, passava suas férias na Ilha do Mel, litoral do Paraná, em busca de espécimes. No santuário que ele visitava periodicamente desde 1921, mandou construir (1932) uma casa de veraneio, nas imediações da Fortaleza. Usada como sede física, era ali que ajuntava espécimes de animais e plantas, tendo em seu quarto de dormir várias prateleiras contendo insetos, aranhas e crustáceos guardados em álcool, enquanto ramos e flores secavam em prensa e estufa por ele mesmo construídas. Tratava-se, portanto, de lugar perfeito para realizar observações sobre a natureza intocada do litoral do Paraná. 
Também viajou, especialmente nos anos 30, para as Sete Quedas em Guaíra, pelo norte do Paraná e interior de São Paulo (Porto Epitácio) e ao Rio de Janeiro e Santa Catarina, sempre atento aos fenômenos naturais e colhendo imagens fotográficas por ele mesmo reveladas em estúdio próprio. 
O material por ele obtido mantinha-se guardado em caixinhas de madeira e papelão por ele confeccionadas, com rótulos contendo identificação científica, localidade e data de coleta.  Visando o enriquecimento de suas aulas, adquiria e mantinha em sua residência, dezenas de animais empalhados, cuidadosamente expostos em armários. Além deles conservava coleções de minerais e rochas, fósseis, crânios e, ainda, vários outros organismos (p.ex. répteis e aracnídeos) guardados em álcool. Em armário especialmente construído com gavetas cobertas com vidro, dispunha exemplares de besouros e borboletas, presos com alfinetes de aço importados da Alemanha, conservados com produtos químicos e todos devidamente identificados. Grande parte desse material foi comprada no Rio de Janeiro ou obtida durante suas viagens pelo interior do Paraná, muitas das quais resultantes de excursões em que levava os alunos para conhecer locais de interesse didático como a Serra do Mar, a Gruta da Bacaetava (Colombo) e outros. 

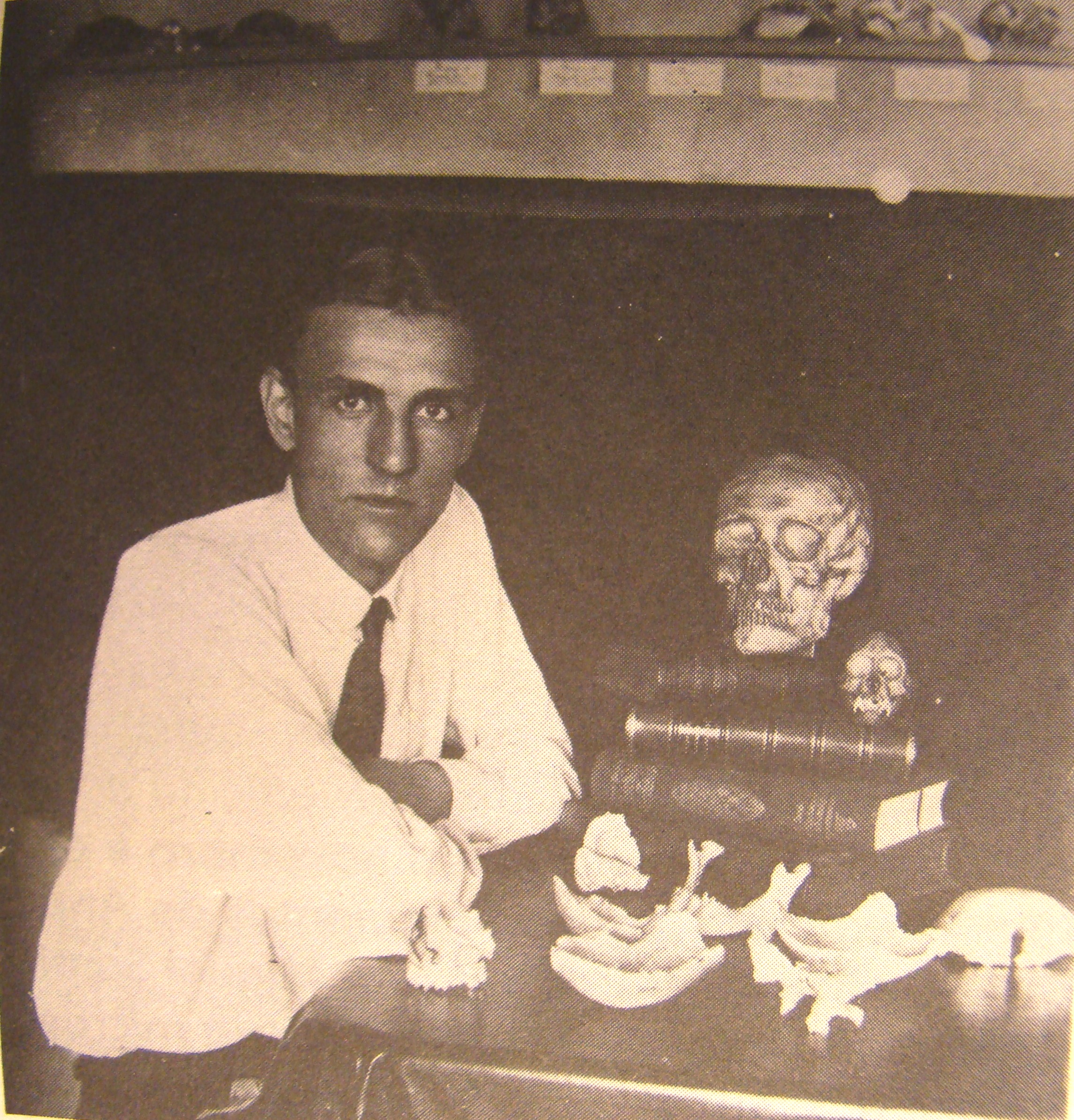
Guido Straube: professor e naturalista

Mantinha ativa correspondência com estudiosos da época como Emilie Snethlage, com quem trocava publicações e Roquette Pinto, destinatário das remessas de coleções botânicas enviadas periodicamente ao Museu Nacional do Rio de Janeiro. 
Quando de seu falecimento, a viúva Myriam da Costa Straube decide doar todo o acervo, de grande valor didático ao Museu Paranaense que destinou uma de suas dependências para o material, denominando-a Sala Professor Guido Straube. 
Também um razoável acervo de História Natural ele destinava à sala especial do Ginásio Paranaense, citada em 15 de abril de 1932 pelo jornal A Tarde: Penetramos na sala de História Natural, e ficamos verdadeiramente encantados com o espírito dinâmico e organizador de Guido Straube. Os armários de cristalografia, mineralogia e paleontologia nos surpreenderam. E mais foi nossa surpresa quando soubemos que todo aquele material é levado e doado ao estabelecimento pelo dr. Guido, catedrático de História Natural e pelos seus alunos. O governo não dispendeu um só real para aquela belíssima e valiosa aquisição. Os espécimes zoológicos são os mais variados. A gente sente, dentro daquela sala, a grandeza e a riqueza do Brasil. 

## Contribuições científicas
Em 1917, pouco depois de sua formatura, Guido publicou diversos estudos no periódico Revista Acadêmica, órgão oficial do Centro Acadêmico do Paraná. Sobre Odontologia lança O tri-óxido de arsênico em Odontologia: sua matéria médica e ação fisiológica, de História Natural saem Biogênese e síntese orgânica, I, Biogênese e síntese orgânica, II, Dos cristais fluidos e Fritz Müller: the first of observers (1822-1897); ali também divulga suas ideias sobre a importância fisiológica dos sonhos em Do sonho e seu simbolismo, I. No ano seguinte (1918) publica, ainda, Do sonho e seu simbolismo, II, Regeneração e rejuvenescimento, Do sonho e seu simbolismo, III e Restaurações ouro-sintéticas, na mesma revista. Em 1920 publica Da sensibilidade vegetal, artigo tratando dos tropismos e ficologia das plantas que aparece no Boletim do Instituto Neo-Pitagórico. No Boletim Odontológico (Rio de Janeiro), divulga em 1921 o estudo Fístulas comunicantes e, em 1922, na revista A Odontologia no Paraná conclui os artigos: O tratamento cirúrgico das afecções do ligamento alvéolo-dentário, Deglutição de um alargador de Kern, O tratamento cirúrgico da piorréia alvéolo-dentária, Da sensibilidade dentinária e Articulação, oclusão, conjugação. 
O artigo Biogênese e síntese orgânica tratou-se de uma exposição, baseada em farta literatura e opiniões pessoais, sobre a evolução orgânica e a origem da vida na Terra, sendo utilizada como tese de concurso para o cargo de professor de História Natural do Ginásio Paranaense em 1921. 
Já catedrático da Técnica Odontológica na Universidade do Paraná, visa também as cadeiras de Patologia da Boca e Clínica Odontológica, das quais já havia sido professor interino. Para tanto produz a tese A Clínica Odontológica sob novos aspectos, publicada pela Tipografia de João Haupt (Curitiba) e que lhe granjeia, junto ao atendimento dos outros quesitos (arguição oral e provas práticas) o grau máximo, tornando-se professor privativo de ambas as disciplinas em 1928. 
Em 1929 descreve, sob a forma de crônica, todo o ambiente observado por ele na Ilha do Mel, no litoral do Paraná, incluindo o hábitat marinho, as características geológicas e os vários integrantes da fauna e da flora local. Esse documento foi impresso em separatas sob o título de Natura Paranista: excerto da monografia Biocenose e distribuído entre amigos e alunos. 
Também publicou, em coautoria com Nilo Cairo da Silva, a tradução para o português, da obra A disposição constitucional às moléstias internas obra publicada em 1921 por Julius Bauer, da Universidade de Viena.

## Enxadrista
Destacado jogador de xadrez, fundou, em 1921, o Clube de Xadrez Curitybano, sendo eleito o seu primeiro presidente e em 1925 participa do Torneio Padre Petters, com onze jogadores paranaenses, sagrando-se campeão após renhida disputa com Hugo Morgenstern. Três anos depois sagra-se Campeão de Xadrez da mesma competição, recebendo pela façanha, uma magnífica medalha de ouro, trabalho artístico de José Peon. Estimulado, entra em entendimento com clubes de xadrez do Rio de Janeiro, convidando-os para disputar partidas por meio de telégrafo. 
No ano de 1928 publica, com recursos próprios, o livro Promptuário de Xadrez com 276 páginas, incluindo 60 diagramas e 82 partidas selecionadas de mestres de todo o mundo. Trata-se do primeiro livro sobre o assunto publicado no Brasil, distribuído para todo o País pela Livraria Globo de Barcelos e Bertaso, de Porto Alegre.
Em 1929, por sugestão de seu amigo, o capitão Dilermando de Assis, participa de um torneio de xadrez por telefone promovido pelo Clube de Xadrez Curitybano, entre dez jogadores das cidades de Curitiba e Ponta Grossa, vencido pela equipe curitibana.

## Desenhista
Guido Straube deixou vários manuscritos inéditos, que ficou impossibilitado de ver publicados em virtude de seu falecimento prematuro. Também preocupava-se em ilustrar esse material, por meio de desenhos de esmerada qualidade feitos à bico de pena e coloridos. Suas qualidades como desenhista eram bem conhecidas de seus alunos de História Natural. Os esquemas e desenhos esboçados no quadro-negro eram tão bonitos que nem mesmo os zeladores do Ginásio Paranaense, onde lecionava, tinham coragem de apagar, evitando-se destruir ainda que temporariamente, as magníficas ilustrações, verdadeiras obras de arte científicas!

## Neopitagorismo e Maçonaria
Em 27 de janeiro de 1918 é admitido no Instituto Neo-Pitagórico, adotando o nome de Aristóteles II e, inclusive, contribuindo financeiramente para a construção da sede própria, conhecida como Templo das Musas. O Instituto havia sido fundado por seu amigo Dario Velloso que também foi seu padrinho de casamento. Em julho do mesmo ano, ingressa na Maçonaria, frequentando a “Loja Maçônica Luz Invisível” do Grande Oriente do Brasil, agremiação da qual se desvincula em 1925.